# 인도 중왕국
인도 중왕국(Middle kingdoms of India)은 인도의 역사에서 기원전 3세기부터 기원후 13세기(정확히는 1279년)까지의 약 1500년간을 가리키며 또한 이 기간 동안의 정치적 실체들, 즉 인도의 왕조들을 통칭한다.
인도의 역사에서 기원전 3세기는 마우리아 왕조(기원전 322~기원전 185)가 쇠퇴하기 시작하고 시무카(Simuka)의 의해 사타바하나 왕조(기원전 230~기원후 220)가 건국된 때이다. 기원후 13세기는 델리 술탄국(1210~1526)이 건국되고 촐라 왕조(기원전 300~기원후 1279, 1279년에 라젠드라 3세가 사망)가 멸망한 때이다.
인도 중왕국 시대는 인도의 고전기(classical period of India)로, 이 1500년간의 시대 동안 인도는 세계의 최대 경제적 부국으로 세계의 부의 4분의 1 내지 3분의 1을 소유했던 것으로 추정되고 있다. 인도 중왕국 시대는 고대 인도(Ancient India: 기원후 5세기 이전)와 중세 인도(Medieval India: 기원후 5~15세기)에 걸쳐 있는 시대이다.
|  |

## 같이 보기
- 인도의 역사
- 힌두교의 역사